# Vermeer (videogioco)
Vermeer è un videogioco gestionale pubblicato nel 1987-1988 per i computer Amiga, Amstrad CPC, Atari ST, Commodore 64 e MS-DOS dalla Ariolasoft. È ambientato a partire dal 1918 e riguarda il mercato dell'arte e il commercio agricolo internazionale. Il titolo è ispirato al pittore Jan Vermeer, le cui opere sono in parte presenti nel gioco; la celebre Ragazza col turbante compare come immagine introduttiva. Il programma uscì soltanto in tedesco; per Commodore 64 esiste una versione in inglese, ma si tratta di una modifica amatoriale realizzata molti anni dopo.
La stampa tedesca lo giudicò in modo molto variabile, a volte accostandolo al precedente Hanse, progettato dallo stesso autore Ralf Glau.
Nel 1991 venne ripubblicato nella raccolta Die Ralf Glau Edition (Amiga, ST, C64, DOS) insieme a Hanse e Yuppi's Revenge dello stesso autore.
A distanza di diversi anni uscirono due seguiti, sostanzialmente rifacimenti di Vermeer per Windows: Vermeer: Die Kunst zu erben (1997) e Vermeer 2 o The Great Art Race (2004).

## Trama
Sul finire della prima guerra mondiale, la collezione di capolavori di pittura del magnate tedesco Walter von Grünschild viene rubata durante un trasporto. Alla vigilia di Capodanno del 1918, von Grünschild convoca i suoi nipoti per stabilire chi sarà l'erede di tutta la sua fortuna, costituita da piantagioni in tutto il mondo. Il suo successore dovrà dimostrare di essere un abile uomo d'affari nella gestione di questo tipo di impresa, e con i guadagni riuscire a recuperare la maggior parte dei più preziosi dipinti della collezione rubata. I dipinti sono 40 opere realmente esistenti, di otto diverse correnti artistiche, il cui pezzo forte sono cinque Vermeer.
L'unica pista trovata da von Grünschild porta a un certo Lugiani, detto "Vico Vermeer", un noto falsario. Ogni nipote riceve quindi una somma in denaro per iniziare la propria impresa e il gioco ha inizio il 1º gennaio 1918. Dovranno viaggiare per il mondo, investire in piantagioni e in speculazioni nella difficile situazione economica causata dalla guerra, e partecipare ad aste cercando di riacquistare i dipinti, con il rischio di imbattersi anche nei falsi di Vico Vermeer. Il gioco termina quando vengono ritrovati tutti i quaranta dipinti originali.

## Modalità di gioco
Vermeer ha interfaccia prevalentemente testuale, in tedesco, con ridotta presenza di grafica. I comandi, a seconda delle versioni, si danno con menù e cursori mossi da tastiera, joystick o mouse. Possono partecipare da uno a quattro giocatori a turno, ciascuno nei panni di uno dei nipoti, con l'obiettivo di arricchirsi e acquistare i dipinti. La schermata principale dà alcune informazioni generali, come la data attuale, la propria liquidità in marchi e le date e luoghi delle prossime aste, e fornisce un menù delle funzionalità primarie.
La funzione viaggiare mostra una mappa del mondo con 18 possibili città di destinazione. Il personaggio del giocatore deve recarsi sul posto per compiere azioni, sia relative alle piantagioni sia alle aste. Può spostarsi da una città all'altra via mare o via treno a seconda dei casi, spendendo i relativi costi del biglietto e impiegando i necessari giorni, oppure scegliere di attendere alcuni giorni nella stessa città. In modalità multigiocatore sono proprio i tempi di viaggio o attesa che determinano di quale giocatore è il prossimo turno; il primo a giungere a destinazione sarà il primo ad agire. Durante questi tempi si possono anche ricevere messaggi informativi su eventi storici o casuali. Sei delle città, in Europa e Stati Uniti, ospitano periodicamente aste di dipinti, e di queste solo Londra e New York sono anche i mercati di importazione dei prodotti agricoli. Le dodici città rimanenti sono destinate invece alla produzione agricola.
Le piantagioni possono produrre caffè, tabacco, tè e cacao. In tutte le città agricole le quattro risorse possono essere immagazzinate e acquistate per la semina a prezzi variabili. In ogni città una mappa mostra le caselle di terreno agricolo, grandi un ettaro ciascuna, e il loro utilizzo. Il giocatore le può acquistare, assumere i necessari lavoratori e seminarci le varie risorse. Quanto produrranno dipende da vari fattori, in particolare ogni città è più adatta solo ad alcune colture, e le caselle vicino ai fiumi sono più fertili. Infine i prodotti si inviano a Londra o New York per la vendita, pagando il trasporto.
La funzione banca, disponibile ovunque, permette di ottenere prestiti o di investire, in valuta (dollari, destinati a crescere in valore rispetto ai marchi a causa della guerra) o nelle azioni di quattro compagnie di navigazione. Queste sono responsabili del trasporto di merci agricole dalle varie città di produzione, per cui il rendimento delle azioni è influenzato dai carichi inviati dai giocatori stessi. Gli investimenti fatti sono mostrati anche graficamente tramite cinque casseforti, da aprire su richiesta.
Quando si partecipa alle aste, nelle città e nei giorni prestabiliti, è sempre presente come concorrente Vico Vermeer controllato dal computer e possono essere presenti altri giocatori. Le offerte vanno piazzate in tempo reale, prima che il banditore batta tre volte, ossia che un indicatore temporale arrivi tre volte al massimo. È sempre in vendita uno dei dipinti obiettivo, ma potrebbe anche trattarsi di un falso di Vico Vermeer; solo dopo l'acquisto si può far fare una perizia per scoprirlo. Comunque ogni dipinto acquistato può essere rimesso successivamente all'asta. A seconda delle versioni, la grafica dei dipinti è assente o molto limitata, ma con il gioco originale erano allegate immagini cartacee delle 40 opere.